# Hidrovía Paraná-Paraguay

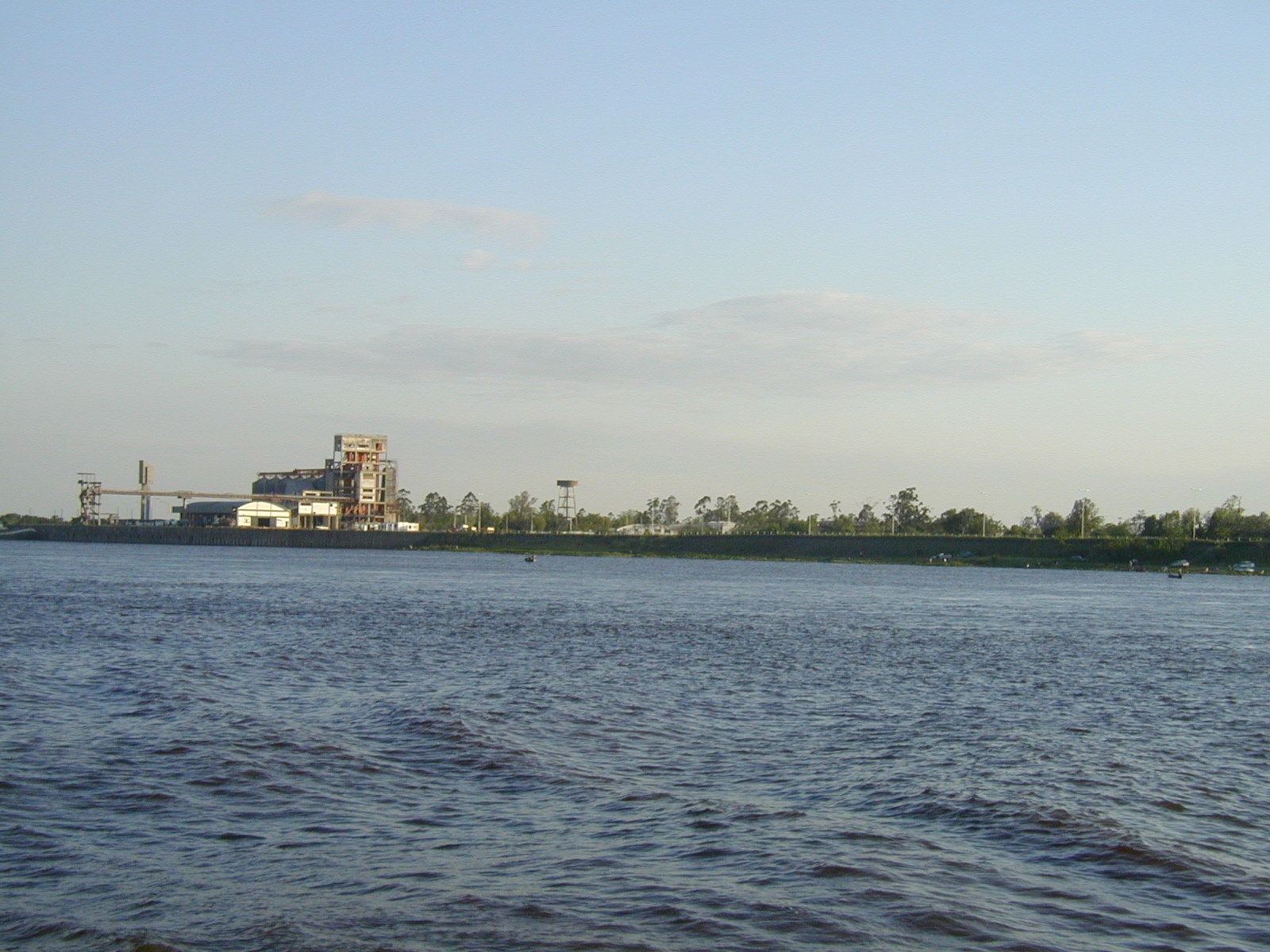
Le port de Formosa en Argentine.

L'Hidrovía Paraná-Paraguay est la grande voie navigable formée par l'axe Río Paraná-Río Paraguay, reliant les villes brésiliennes de Cáceres et de Cuiabá dans l'État du Mato Grosso au Río de la Plata et au port de Buenos Aires, c’est-à-dire à l'Océan Atlantique, et permettant ainsi de relier par voie fluviale cinq pays d'Amérique du Sud, les quatre pays du Mercosur et la Bolivie.
Cette voie existe déjà, mais est en continuelle amélioration ces dernières décennies, plusieurs obstacles à la navigation de fort tonnage subsistant, et des travaux d'infrastructure collatéraux étant planifiés ou en voie d'achèvement. 

## Table des distances sur l'Hidrovía
| Section                                 | Kilométrage de la section | Kilométrage depuis Buenos Aires |
| --------------------------------------- | ------------------------- | ------------------------------- |
| Buenos Aires-Santa Fe                   | 590                       | 590                             |
| Santa Fe-Confluent Paraguay             | 650                       | 1.240                           |
| Confluent-Asuncion                      | 390                       | 1.630                           |
| Asuncion-Río Apa (ou Rio Apa)           | 537                       | 2.167                           |
| Rio Apa-Corumbá Bolivie (Puerto Suárez) | 603                       | 2.770                           |
| Corumba-Cáceres                         | 672                       | 3.442                           |

## Passages difficiles sur section Río Apa-Asunción
Cette section comprise entre la frontière brésilienne (le Río Apa) et la capitale du Paraguay, a une longueur de 537 km. et représente le cul de bouteille ou goulot d'étranglement de l'hidrovía. 
En effet, en période d'étiage, le tirant d'eau se réduit à six ou sept pieds (un pied=30,48 cm). Des affleurements rocheux apparaissent également aux kilomètres 1.645 (localité de Castillo), 1.940 (Concepción) et 2.048 (Arrecifes). En tout, il y a 22 passages critiques qui requièrent le nettoyage du lit. 

## Le canal Tamengo et la lagune Cáceres
Le canal Tamengo est actuellement le principal accès de la Bolivie au Río Paraguay et sur ce canal se trouvent les principales installations portuaires de ce pays. Il fait partie intégrante du projet de l'Hidrovía, mais constitue un système ayant des caractéristiques hydrologiques et hydrauliques particulières. C'est un cours d'eau naturel qui relie la lagune Cáceres avec le río Paraguay. Il est formé par les canaux Tuyuyú et Sicurí qui dévient l'eau du Río Paraguay vers la lagune Cáceres en période de hautes eaux et vice-versa en période de basses eaux.
Le projet propose pour le canal Tamengo de draguer non moins de 2,6 millions de mètres carrés de terre et d'enlever 17 000 mètres cubes de roche pour assurer un canal de navigation de 90 m de large et de 3,2 m de profondeur minimale (3,5 m dans les secteurs rocheux), ce qui permettrait la circulation de convois de 4x4 (16) embarcations de 2,6 m de tirant d'eau.

## Importance de l'Hidrovía pour la Bolivie
La Bolivie - décidément au centre de bien des grands projets sud-américains - a un problème. Elle n'a aucun accès à la mer. Mais elle a un accès au Río Paraguay, via le canal Tamengo d'une part - mais en devant franchir la frontière brésilienne, d'autre part elle a aussi un accès direct au Río Paraguay, la ville de Puerto Busch. Cependant cette localité ne possède en 2006 ni port sur la grande rivière, ni liaison avec Santa Cruz, centre économique du pays.
Sur 1 800 000 tonnes exportées en 2003, 1 014 000 sont sorties par l'hidrovía Paraná-Paraguay. Et seulement 720 000 tonnes le furent par la voie du Pacifique, via les ports du Pacifique, Arica au Chili, ou Ilo au Pérou; pendant que 54 000 tonnes quittaient le pays par chemin de fer en Argentine et 32 000 par avion vers d'autres destinations.
L'option de l'hidrovía séduit les exportateurs  boliviens. La tendance est à augmenter le flux d'exportation par l'Atlantique. Pour 2004, on estimait qu'il y aurait une croissance de 30 pour cent du volume total, parce que c'est tout simplement moins cher.
Le coût actuel de l'exportation par Arica sur la côte pacifique du Chili, en prenant l'exemple de la tonne de soja, atteint un total de 97 dollars, incluant les frais de transport et portuaires. En exportant par l'Atlantique, via Puerto Suárez et l'hidrovía, ce coût tombe à 77 dollars par tonne, vingt dollars de moins. D'où la naissance d'un nouveau projet : la création d'un nouveau port d'exportations, Puerto Busch. Car le but avec Puerto Busch est de  baisser ce coût jusqu'à 60 dollars par tonne.